# Wereldkampioenschappen wielrennen 1937
De wereldkampioenschappen wielrennen op de weg 1937 vonden plaats in Kopenhagen op maandag 23 augustus 1937.

## Beroepsrenners[1]
Het kampioenschap voor de profs was het langste tot dan toe: 297,5 kilometer over een vlak parcours van 8,5 kilometer, dat de renners 35 maal moesten afleggen. In de twaalfde ronde vormde zich een kopgroep van zes renners: Eloi Meulenberg (België), Paul Egli (Zwitserland), Emil Kijewski (Duitsland), Jean Majerus (Luxemburg), Georges Speicher (Frankrijk) en Cesare Moretti jr. (Italië). De Italiaan Moretti viel daaruit weg na een valpartij, maar de andere vijf bleven vooruit en sprintten voor de titel. Daarin haalde de Belg het vóór de Duitser en de Zwitser.
Slechts acht renners reden de wedstrijd uit. De Denen Werner Grundahl Hansen en Osvald Falck Hermansen werden gediskwalificeerd. Toen Grundahl Hansen een lekke band kreeg, had Hermansen hem op zijn fiets meegenomen naar de materiaalpost om daar een andere fiets te krijgen.

### Uitslag
| Plaats | Renner            | Land        | Tijd     |
| ------ | ----------------- | ----------- | -------- |
| 1      | Eloi Meulenberg   | België      | 7u59'48" |
| 2      | Emil Kijewski     | Duitsland   | z.t.     |
| 3      | Paul Egli         | Zwitserland | z.t.     |
| 4      | Jean Majerus      | Luxemburg   | z.t.     |
| 5      | Georges Speicher  | Frankrijk   | z.t.     |
| 6      | Aad van Amsterdam | Nederland   | +7'02"   |
| 7      | Michel D'Hooghe   | België      | z.t.     |
| 8      | Otto Weckerling   | Duitsland   | z.t.     |

## Amateurs[2]
De amateurs moesten 24 ronden afleggen, 204 kilometer in totaal. Er kwamen 56 renners aan de start. De Italiaan Adolfo Leoni won de titel in een spurt van een kopgroep van 20 man, vóór de Deen Frode Sørensen en de Duitser Fritz Scheller, die de Nederlander Joop Demmenie nog net voor bleef.

### Uitslag
| Plaats | Renner         | Land       | Tijd     |
| ------ | -------------- | ---------- | -------- |
| 1      | Adolfo Leoni   | Italië     | 5u48'20" |
| 2      | Frode Sørensen | Denemarken | z.t.     |
| 3      | Fritz Scheller | Duitsland  | z.t.     |

1921 · 
1922 · 
1923 · 
1924 · 
1925 · 
1926 · 
1927 · 
1928 · 
1929 · 
1930 · 
1931 · 
1932 · 
1933 · 
1934 · 
1935 · 
1936 · 
1937 · 
1938 · 
1946 · 
1947 · 
1948 · 
1949 · 
1950 · 
1951 · 
1952 · 
1953 · 
1954 · 
1955 · 
1956 · 
1957 · 
1958 · 
1959 · 
1960 · 
1961 · 
1962 · 
1963 · 
1964 · 
1965 · 
1966 · 
1967 · 
1968 · 
1969 · 
1970 · 
1971 · 
1972 · 
1973 · 
1974 · 
1975 · 
1976 · 
1977 · 
1978 · 
1979 · 
1980 · 
1981 · 
1982 · 
1983 · 
1984 · 
1985 · 
1986 · 
1987 · 
1988 · 
1989 · 
1990 · 
1991 · 
1992 · 
1993 · 
1994 · 
1995 · 
1996 · 
1997 · 
1998 · 
1999 · 
2000 · 
2001 · 
2002 · 
2003 · 
2004 · 
2005 · 
2006 · 
2007 · 
2008 · 
2009 ·
2010 · 
2011 · 
2012 · 
2013 · 
2014 · 
2015 · 
2016 · 
2017 · 
2018 · 
2019 · 
2020 ·
2021 ·
2022 ·
2023 ·
2024 ·
2025 ·
2026